# 군외초등학교 불목분교
군외초등학교 불목분교는 대한민국 전라남도 완도군에 있었던 초등학교 분교이다.

## 학교 연혁
- 1934년 5월 23일 : 군외공립보통학교 부설 영창간이학교 개교
- 1938년 4월 1일 : 군외공립심상소학교 부설 영창간이학교 개편
- 1941년 4월 1일 : 군외공립국민학교 부설 영창간이학교 개편
- 일자미상 군외동국민학교 개편
- 일자미상 군외동국민학교 토도분교 설립 인가
- 일자미상 군외동국민학교 황진분교 설립 인가
- 1965년 9월 1일 : 황진분교장 개교
- 1978년 7월 1일 : 토도분교장 개교
- 1985년 3월 1일 : 사후국민학교 분교장 격하 편입
- 1987년 3월 1일 : 고마국민학교 분교장 격하 편입
- 1995년 9월 1일 : 토도분교장 폐교 및 군외국민학교 통폐합
- 1996년 3월 1일 : 군외동초등학교 개편
- 1999년 3월 1일 : 군외초등학교 불목분교장 격하 편입, 황진분교장 폐교 및 군외초등학교 통폐합
- 1999년 3월 1일 : 고마분교장·사후분교장 군외초등학교 이관
- 2012년 3월 1일 : 불목분교장 휴교
- 2020년 3월 1일 : 학생수 급감으로 인한 폐교 및 군외초등학교 통폐합[1]

## 참고 자료
- 군외초등학교불목분교장 - 한국교육학술정보원 학교알리미